# 士兵燃油固态能量棒
士兵燃油（英語：Soldier Fuel）， 前身为“Hooah！棒”，是美国军方于1996年研发的一种基于乳制品的高钙能量棒。它最初是军人的野战口粮内容物（如MRE口粮，寒带口粮或FSR口粮）。 

## 起源
产品名最初来自“hooah”一词，是美国陆军最常用的一种提高士兵的士气，力量和信心的词汇。 由于海军陆战队更喜欢“OOHRAH!”一词！取而代之的是，能量棒名称原为“ HOOAH！”美国陆军版本包装的一侧印有“ OOH-RAH!”字样，而美国海军陆战队的在版本包装另一侧盖章；后期包装的两个徽标都在同一侧。民用版本以美国Roundel版本为准。
原来的“HOOAH!”能量棒包含苹果肉桂、巧克力、覆盆子、蔓越莓和花生酱口味。较小的士兵燃油能量棒（包含在‘FSR口粮中’中）具有相同口味（花生酱口味在该版士兵燃油被改为摩卡咖啡风味）。 

## 商业用途
2004年，D'Andrea Brothers公司批准“HOOAH!”进行商业销售，该公司于2004年开始向公众推销此产品。 目前，此产品被命名为“士兵燃油能量棒，而没有沿袭“HOOAH!”这个名称，此产品可提供270至280卡路里的热量、10克蛋白质、8至9克脂肪和40克至42克碳水化合物。 2017年，“固态能量棒”发行了巧克力口味和花生酱口味版本，但截至2020年初，本食品仅提供巧克力口味版本。 